# George van Bytom
George van Bytom (circa 1300 – circa 1327) was van 1312 tot aan zijn dood hertog van Bytom. Hij behoorde tot de Silezische tak van het huis der Piasten.

## Levensloop
George was de vierde zoon van hertog Casimir van Bytom en diens echtgenote Helena, wier afkomst onbekend gebleven is. Over zijn leven is weinig bekend.
In 1312 volgde hij zijn vader op als hertog van Bytom, met zijn broers Wladislaus en Ziemovit als mederegenten. Op 19 februari 1327 huldigden George en zijn broers koning Jan van Bohemen als leenheer van het hertogdom Bytom. Vermoedelijk stierf hij kort daarna.
George bleef ongehuwd en kinderloos. Zijn begraafplaats is niet geweten. 